# Откур (Савоја)
Откур (фр. Hautecour) насеље је и општина у источној Француској у региону Рона-Алпи, у департману Савоја која припада префектури Албервил.
По подацима из 2011. године у општини је живело 310 становника, а густина насељености је износила 26,61 становника/km². Општина се простире на површини од 11,65 km². Налази се на средњој надморској висини од 1100 метара (максималној 2282 m, а минималној 599 m).

## Демографија
| 1962. | 1968. | 1975. | 1982. | 1990. | 1999. | 2011. |
| ----- | ----- | ----- | ----- | ----- | ----- | ----- |
| 122   | 196   | 201   | 201   | 282   | 273   | 310   |

График промене броја становника у току последњих година